# 川上浩二郎
川上浩二郎（1873年6月8日—1933年3月29日），日本新潟縣人，畢業於第一高等學校、東京帝國大學。1899年，受官員長尾半平之邀，於同年來台，擔任臺灣總督府土木工程師。1906年9月，向台灣總督佐久間左馬太提出打狗築港計畫，但因種種原因，未能在當時實現。
1900年8月擔任「臨時臺灣總督府基隆築港局」技師，後又擔任工事部基隆支部長，基隆支部改名為基隆出張所後仍擔任所長，並與松本虎太一同主導基隆築港第二期工程。1912年7月，以一篇論文《論基隆港之岸壁》，獲得東京帝國大學工學博士學位。1916年7月舉家返日，參與博多灣築港設計。1933年3月29日因病離世，享年59歲。

## 生平

### 早年經歷與來台
川上浩二郎於1873年6月8日出生於新潟縣古志郡東谷村（今新潟縣長岡市），為川上喜右衛門之子，實業家川上淳一郎之弟。長岡中學校畢業後，於1890年考上第一高等學校，1895年7月畢業，後進入東京帝國大學工科大學土木工學系就讀。就讀東大時的1897年罹患筋膜炎，曾被勸告休學。1898年7月畢業後，被任命為農商務省技師，擔任福岡礦山監督屬，從事三角測量及礦區測量等工作，但在1899年6月7日因病辭職。
川上在東京帝大的學長及同鄉長尾半平曾於1899年6月30日向台灣總督兒玉源太郎提出申請，期盼能以「基隆築港技術上的必要」，將川上聘僱來台，獲得兒玉的認可。川上隨後以臺灣總督府技師的身分來臺。川上後來回憶，他是在母親及長男接連病倒、自己還得了腳氣之際來台，因此當時幾乎是抱著「不顧生死」的心情渡台的。

### 來台初期與港灣調查
川上於1899年8月6日從基隆登陸，9月以土木技師的身分跟時任台灣民政長官後藤新平以及事務官木村匡等人一起從基隆出發，前往打狗、鳳山、阿猴等地視察。為選擇臺灣沿岸航線的定期停泊港灣，川上曾在就任基隆築港局的技師之餘，於澎湖、恆春等地視察。他在赴恆春視察的調查報告書中提到，臺灣南部缺乏港灣，希望能選定安全的靠港地作為港口。
當時的軍方及恆春辦務署對大板轆（即今恆春鎮南灣里）與後灣仔（即今車城鄉後灣村）兩者無法決定該選哪一處作為港口，1900年，辦務署向總督府申請，希望能有技師來當地測量。川上便在1901年8月來到恆春進行為期一個月的視察，在報告中指出大板轆較好，但必須改善大板轆與恆春市區的交通。同年11月，大板轆取代車城成為恆春地區的沿岸定期航路港口。
川上也曾調查打狗築港並提出築港計畫。在他陪同後藤新平視察時，就對打狗港提出改善方向；1901年，其收到長尾半平及土木課代理課長高橋辰四郎的命令，率領五名土木局員工進行測量調查，將結果做整理並擬定築港計畫及560萬，為期6年的預算書，可說是近代高雄港最早的築港計畫。但調查書中有提及高雄港有港口窄小、潮流湍急、沙洲橫列、漂沙流動等問題，且台灣總督府當時頃注全力於基隆築港工程，資金有限，因此當時的打狗港築港計畫未能實現。

### 基隆築港工程
1899年，基隆築港第1期工程啟動。川上亦於1900年8月擔任「臨時臺灣總督府基隆築港局」技師，主導防波堤工程和浚挖工程。雖然基隆築港第一期工程已開工，但對一些重要工程設計仍然缺乏了解，而後藤新平認為日本沒有可供效仿的港口，於是在1901年12月派川上前往印度、爪哇、歐美各大港灣視察，川上在翌年4月正式出發，至1904年2月回台，歷時約1年10個月。
在第一期工程幾乎完工之際，總督府於1902年向帝國議會提出第二期築港計畫，但當時正逢第17屆帝國議會解散而未能達成，接著在1903年的第18屆臨時議會中被否決，而第19屆又面臨解散，再加上日俄戰爭爆發，國內朝野皆支持戰爭，使第二期築港工程遲遲無法展開，許多官員、船員與工人也紛紛離職。由於築港局的經費有限，只能從事原定計畫的濬渫工程，川上回台後便轉向滬尾、龜山、彭佳嶼等地考察。
1906年，第二期築港工程正式進行。1908年7月，總督府廢除臨時臺灣基隆築港局，設立工事部，川上擔任基隆支部長，成為基隆築港機關的首長。基隆支部改名為基隆出張所後，川上仍擔任所長。
因土質鬆軟和氣候變化等因素，導致第二期築港工程相當困難，川上調查國外各港口岸壁工程的失敗例子或困難工程做為參考，並陸續完成770公尺的岸壁建設、撤離港內礁岩、構築内港防波堤、建立倉庫等大小工程。而政府打算在築港工程中所打造的海埔地上建造新市街，由川上擔任初期的設計監督。1912年第二期築港工程竣工，川上也於同年7月完成其博士論文《論基隆港之岸壁》（基隆港の岸壁を論ず），獲得東京帝國大學工學博士學位。
但因第二期築港工程的目標扛不住基隆港龐大的貿易量，因此於1912年，築港工程即將完結之際，第28回議會通過「基隆築港擴張工事」，預算517萬圓，工期8年，將第二期工程延長至1919年，此段工程又稱「第二期追加工事」。1915年，基隆出張所向部內稟報築港擴張計畫，預算3650萬圓，提議基隆港應要進行大規模擴建。但此計畫並未進行，而第二期追加工事也在1914年日本財政整理時，被要求於1925年完工；且因總督府急於建造打狗外港防波堤，而動用基隆築港經費，使1917年後基隆築港又再度停工。基隆港至1920年才恢復追加工程，但此時川上已辭職並返回日本。

### 辭官返鄉
1915年台灣水產協會成立，川上為名譽會員。築港工程完成一段時間後，赴中華民國的上海、漢口、青島、濟南及满洲、朝鮮等地視察2個月，1916年7月離台，同年10月，總督府發佈其辭職令。川上表示，他因基隆築港工程已結束，同時為了自己的健康問題，故決定離台，返回日本休養。但他實際上是受到實業家杉山茂丸之邀，故而離台，進入博多灣築港株式會社擔任設計師。1923年11月，因博多灣築港工程停擺，他便聯名向海軍大臣提交博多灣築港陳情書。

### 逝世
1928年返台，獲基隆顏家成員、礦業鉅子顏國年招待，並與築港局同事、時任高雄築港所所長長尾正元南下視察高雄、屏東等地。後返日，1933年3月29日在東京自家中逝世，享年59歲。川上的好友、植物學家早田文藏曾指出，那天是他一生中「最黑暗的一天」。

## 功績
- 1900年，基隆築港局成立後，築港工人在築港局的事務室成立「基隆築港俱樂部」，提供員工閒暇時的娛樂[3]。築港俱樂部後改名為「春風會」，亦擴大消費組合之功能[3]。其擔任所長後，也時常主持、參與春風會的活動[3]。
- 川上居於築港員工的社區——仙洞地區的宿舍內[3]。1904年，仙洞地區有360多名日人，其中有34名學齡兒童，而仙洞與基隆市區交通不便，兒童如果去市區的基隆小學校上學的話，只能走一條有墜海危險的道路，或搭乘舢舨渡過港區，但常因風浪太大導致兒童休學[3]。時任築港局長長尾半平曾申請在當地蓋分教場（分校），但未能達成[3]。1907年，川上再度向總督府申請設置分教場，獲得總督府許可，於仙洞設立「基隆尋常高等小學校仙洞分教場」（即仙洞小學校，今仙洞國小前身）[3]。
- 1912年，位於義重町旭丘山旁的「基隆金刀比羅神社」（1915年改名為基隆神社）落成，神社的設計是經過川上的修改藍圖而成[3]。
- 1915年，台北火車站中的日本郵船株式會社倉庫倒塌，造成十多名工人死傷[3]。當時聘請川上等技師前來調查，發現是建商使用劣質材料，工程拙劣而導致坍塌[3]。
- 總督府為慶祝始政二十周年，於1916年在台北舉辦「臺灣勸業共進會」，川上提議在基隆蓋一間水族館作為活動會館分館，以宣揚基隆的漁業特色，最後獲得批准，並被任命為共進會事務委員及基隆支部長，負責接待由日本來台、台北來基或返日的貴賓，自入港到車站等各種接待事項[3]。
- 每當日本有高官或軍艦來到基隆港時，大多都由川上出面接待，或親自帶貴賓上船遊基隆港並介紹築港工程，向世界各地宣揚日本的殖民政績[3]。

## 紀念
川上離台後的1917年，有人提議在川上曾居住之仙洞海濱上建立紀念海水浴場。同年6月，臨時台灣總督府工事部技師高橋辰次郎、土木局長角源泉為興建紀念海水浴場，聯合向總督府提出捐款募集許可，預估募捐7000圓。但因物價上漲，紀念館之設計幾經波折，最後選擇在基隆著名海岸「孤拔海濱」內建造一座二層樓的西洋建築，經費逾萬。1919年，紀念館落成。

## 評價

### 本人評價
川上在返鄉演講時，曾說：「基隆築港的地點不僅只有海水深不可測、潮流湍急的問題，是即使是大家公認的一流技術家也無法處理的艱鉅工程。我自己也曾經歷很多次失敗，但是我堅忍不拔，不論受到外界如何指責批評，在堅信『除了自己以外沒有人能完成築港工程』的信念下，總算燃起了鬥志，終於大功告成。所以，人類不管身處什麼樣的困境，絕對不能喪失信心。」

### 正面評價
大園市藏所著之《臺灣人物誌》曾寫道：「完工的基隆港是川上本人的成功，同時又是台灣的成功，更是我國殖民地的大成功，真足以向世界各國誇耀！」

### 負面評價
批評台灣總督府執政的書《殖民地的暗黑面》中，曾以《失敗的台灣兩大築港》為題，批評打狗港及基隆港的建設。文章中列出基隆築港的失敗之處：有無視海陸聯絡、漠視地方觀念、築港工程完全不靠海運發展、築港技術倒行逆施等5點。文章還指出，基隆築港歷經了十多年的時間，耗資鉅萬，但卻空有氣派華麗的碼頭，而完全趕不上全球貿易的迅速成長。

## 榮典
- 1911年6月 - 勳六等瑞寶章[1]
- 不知何年 - 從四位勳五等[2]
- 1912年7月19日 - 從五位勳六等[8]

## 家庭
- 父親：川上喜右衛門，新潟縣平民。育有9子，但其中3個都不幸夭折，僅川上星野、川上大崎、川上二國、川上淳一郎、川上浩二郎、川上泉活了下來[2]。1895年2月3日去世，享年56歲[5]。
- 母親：川上之母於1898年春天病倒，後於1900年4月16日逝世，享年55歲[5]。
- 哥哥：川上淳一郎，為地方上的實業家，1912年當選眾議院議員[9]。
- 妻子：1898年，川上與實業家小林伝作的二女結婚，但妻子在翌年5月4日過世，享年20歲，二人育有1子[5]。1901年，川上又與川村美子結婚[3]。
- 子女：
  - 長男：川上洋一，於1899年4月29日出生[5]。
  - 二男：川上俊二，1907年9月生[3]。
  - 三男：川上健三，1910年9月生[3]。
  - 四男：川上喜代四，1916年生[3]。
  - 長女：川上民，1919年生[3]。

## 延伸閱讀
- 松本虎太
- 川上浩二郎博士論文 （页面存档备份，存于）